# Ennèades

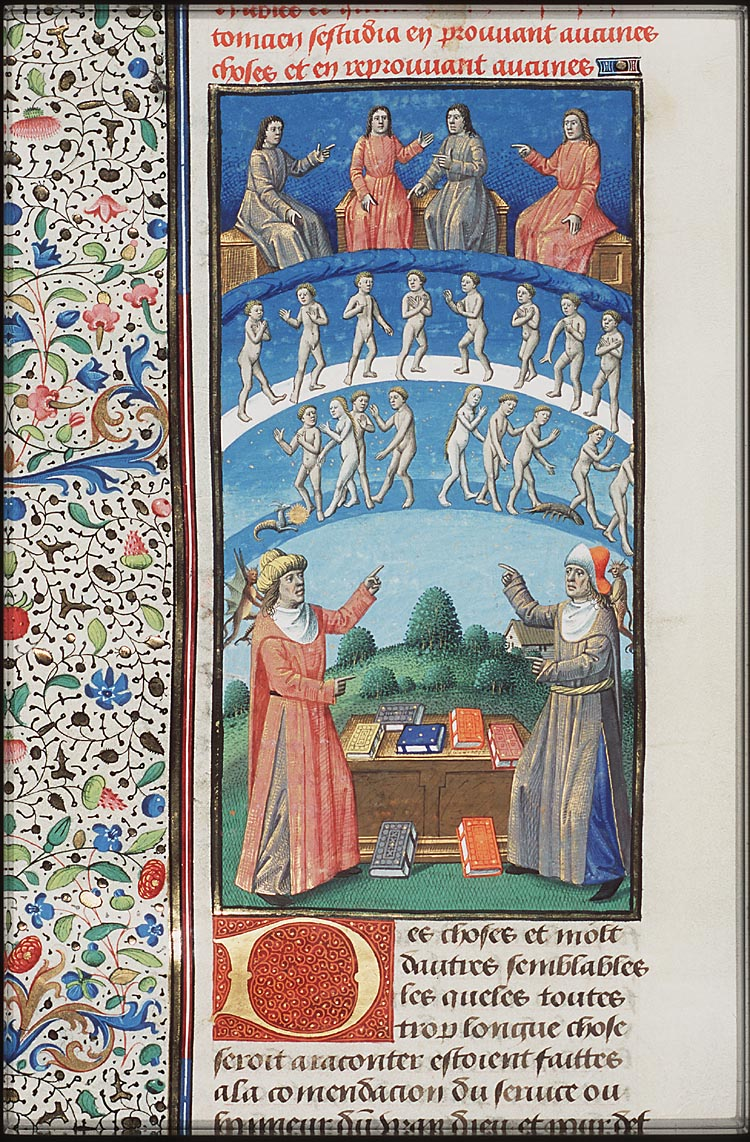
Miniatura medieval representant Plotí i Porfiri.

Les Sis Ennèades, o les Ennèades (en grec: Ἐννεάδες) és el nom que rep el recull dels escrits del filòsof neoplatònic alexandrí Plotí, editades i compilades pel seu deixeble Porfiri vers l'any 270. L'obra va tenir gran influència sobre Agustí d'Hipona i a través d'ell, al pensament Occidental i del Pròxim Orient posterior.
Els textos de Plotí versen sobre temes molt diferents, des de l'astronomia o la matemàtica fins a l'ètica o l'ontologia. El seu tema central, però, és l'U, entès com l'ésser suprem del qual tot emana i al qual tot torna, en un seguit etern de cicles.

## Estructura
Profiri va editar els escrits de Plotí en cinquanta-quatre tractats, de llargada i nombre de capítols molt variables. Per aconseguir aquesta xifra exacta va dividir textos en diferents parts, i en va unificar d'altres amb temes concurrents. Aleshores va procedir a dividir els cinquanta-quatre tractas en sis grups de nou (en grec ennea), obtenint les sis Ennèades. Cal dir que aquesta divisió en sis grups de nou de les Ennèades va ser una mica forçada, donat que a vegades va caldre combinar i separar temes diferents o similar.
També va dividir les sis Ennèades en tres volums: el primer comprenia les tres primeres ennèades, el segon les ennèades IV i V, i el tercer volum la darrera. Finalment Porfiri va donar títol a cadascun dels tractats i va escriure una biografia del seu mestre titulada la Vida de Plotí, que serviria d'introducció a l'obra.

## Continguts
Segons explica Porfiri a la Vida de Plotí (capítols 24-26), els tractats de la primera Ennèada versen sobre temes ètics o antropològics. Les Ennèades segona i tercera inclurien la cosmologia i la física, i la quarta es refereix a l'ànima. La cinquena inclou els tractats sobre el coneixement i la realitat transmundana, i finalment la sisena parla de l'U, o el primer principi.
Aquesta agrupació temàtica no es correspon amb l'ordre en què s'escrigueren els tractats. Al quart capítol de la Vida de Plotí Porfiri ens llista l'ordre cronològic de les obres, que s'inclou entre claudàtors en el següent llistat.
| Ennèada          | Tractat |
| ---------------- | --- |
| Primera Ennèada  | - I.1 [53] - Què és l'Èsser Vivent i què és l'Home? - I.2 [19] - Sobre la virtut - I.3 [20] - Sobre dialèctica - I.4 [46] - Sobre la felicitat veritable - I.5 [36] - Sobre si la felicitat augmenta amb el temps - I.6 [1] - Sobre la bellesa - I.7 [54] - Sobre el bé primer i altres béns - I.8 [51] - Sobre la natura i la font del mal - I.9 [16] - Sobre el suïcidi |
| Segona Ennèada   | - II.1 [40] - Sobre el Paradís - II.2 [14] - Sobre el moviment del Cel - II.3 [52] - Sobre si les estrelles són causes - II.4 [12] - Sobre la matèria - II.5 [25] - Sobre la potencialitat i la realitat - II.6 [17] - Sobre la qualitat o la substància - II.7 [37] - Sobre la completa transfusió - II.8 [35] - Sobre la vista o sobre com els objectes llunyans semblen petits - II.9 [33] - Contra aquells que afirmen que el Creador del cosmos o el cosmos mateix és malvat (o Contra els gnòstics) |
| Tercera Ennèada  | - III.1 [3] - Sobre el destí - III.2 [47] - Sobre la providència (1) - III.3 [48] - Sobre la providència (2) - III.4 [15] - Sobre l'esperit protector de cadascú - III.5 [50] - Sobre l'amor - III.6 [26] - Sobre l'impassivitat dels éssers incorporis - III.7 [45] - Sobre l'eternitat i el temps - III.8 [30] - Sobre la natura, la contemplació, i l'Un. - III.9 [13] - Consideracions diverses |
| Quarta Ennèada   | - IV.1 [21] - Sobre l'essència de l'ànima (1) - IV.2 [4] - Sobre l'essència de l'ànima (2) - IV.3 [27] - Sobre problemes de l'ànima (1) - IV.4 [28] - Sobre problemes de l'ànima (2) - IV.5 [29] - Sobre problemes de l'ànima (3) [o Sobre la vista] - IV.6 [41] - Sobre la percepció dels sentits i la memòria - IV.7 [2] - Sobre la immortalitat de l'ànima - IV.8 [6] - Sobre el descens de l'ànima al cos - IV.9 [8] - Totes les ànimes són una |
| Cinquena Ennèada | - V.1 [10] - Sobre les tres hipòstasis principals - V.2 [11] - Sobre l'origen i l'ordre dels éssers que venen després del Primer - V.3 [49] - Sobre les tres hipòstasis sapientes i allò de més enllà - V.4 [7] - Com allò que ve després del Primer prové del primer, i sobre l'Un - V.5 [32] - Què els éssers intel·lectuals no són fora de l'Intel·lecte, i sobre el Bé - V.6 [24] - Sobre el fet que allò que és més enllà de l'existència no pensa, i sobre què és el principi pensant primari i secundaris - V.7 [18] - Sobre si hi ha idees d'éssers particulars - V.8 [31] - Sobre la bellesa intel·ligible - V.9 [5] - Sobre l'intel·lecte, les formes, i l'ésser |
| Sisena Ennèada   | - VI.1 [42] - Sobre els tipus d'ésser (1) - VI.2 [43] - Sobre els tipus d'ésser (2) - VI.3 [44] - Sobre els tipus d'ésser (3) - VI.4 [22] - Sobre la presència de l'ésser, l'U i el mateix, a tot arreu com un tot (1) - VI.5 [23] - Sobre la presència de l'ésser, l'U i el mateix, a tot arreu com un tot (2) - VI.6 [34] - Sobre els nombres - VI.7 [38] - Sobre la multiplicitat de formes que es converteixen en èsser, i sobre el Bé - VI.8 [39] - Sobre la lliure voluntat o la voluntat de l'Un - VI.9 [9] - Sobre el Bé, o l'Un |